# يان كريغ
يان كريغ (8 ديسمبر 1955 في جنوب أفريقيا - ) (بالإنجليزية: Ian Greig)‏ هو لاعب كريكت جنوب أفريقي. شارك مع منتخب إنجلترا للكريكت. أما مع النوادي، فقد لعب مع نادي كامبريدج لكرة القدم.

## وصلات خارجية
- يان كريغ على موقع إي آس بي آن كريك إنفو (الإنجليزية)